# تام ویلار
تام ویلار (انگلیسی: Tom Villard; ۱۹ نوامبر ۱۹۵۳ – ۱۴ نوامبر ۱۹۹۴) یک هنرپیشه اهل ایالات متحده آمریکا بود.
او در فیلم یک تابستان دیوانه بازی کرده‌است.